# Sovjetiska motståndsrörelsen

Sovjetiska motståndsrörelsen, alternativt sovjetiska partisanrörelsen (i Sovjetunionen/Ryssland även kallat antifascistiska motståndsrörelsen), var de irreguljära trupper som bekämpade de tyska invasionsstyrkorna under kriget mellan Nazityskland och Sovjetunionen under andra världskriget. Liksom i bland annat Jugoslavien och Grekland kom partisanerna att spela en stor roll under kriget.
I alla ockuperade länder under andra världskriget (i både Europa och Asien) uppstod det motståndsrörelser som på olika sätt bekämpade ockupanterna. Medan motståndsrörelserna i Västeuropa i huvudsak bedrev sabotageverksamhet bedrev motståndsrörelserna i Östeuropa ett riktigt gerillakrig mot ockupanterna som band upp stora resurser hos tyskarna.

## Motståndsrörelsens aktiviteter
I krigets inledning (som började 22 juni 1941) såg faktiskt en del sovjetmedborgare tyskarna som befriare, särskilt i Ukraina och Baltikum. Ukrainarna hade drabbats oerhört hårt av Josef Stalins terror under 30-talet och i de baltiska staterna var hatet enormt mot Stalins regim efter att man annekterat området 1940. Men eftersom ockupationsstyrkorna snabbt började göra sig skyldiga till oerhörda övergrepp mot civilbefolkningen (15-18 miljoner civila sovjetmedborgare beräknas ha mist livet i andra världskriget, på grund av massterror, svält och sjukdomar) ådrog sig tyskarna snart befolkningens hat och partisanrörelser växte fram som från sommaren 1942 orsakade allt större problem för Wehrmacht och SS.
Gerillakrigarna utgjordes av både soldater som blivit avskurna från sina förband, förrymda krigsfångar och civila ur alla åldrar. Man vet inte exakt hur många som aktivt (rent militärt) deltog men man uppskattar att motståndsrörelsen (som egentligen omfattade flera olika separata grupper) sommaren 1943 utgjorde minst 300 000 man + många fler som på olika sätt stötte dem. Vissa beräkningar anger mycket högre siffror än så. Man utförde sabotageverksamhet som hämmade tyska trupptransporter mm men gick också många gånger till regelrätta angrepp mot tyska styrkor. Enbart i Vitryssland beräknas partisanerna har dödat, sårat eller fångat ca 500 000 tyska soldater. Tyskarnas svar på partisanaktiviteten var skoningslös terror med ett okänt antal gerillakrigare och civila dödade i hämndaktioner. Senare i kriget när initiativet övergått till Röda armén hade ett omfattande samarbete utvecklats mellan röda armén och partisanerna. Stora operationer utförda av motståndsrörelsen samordnades med stora offensiver av de reguljära stridskrafterna. Partisanerna fick även hjälp med transporter mm.
I ett extremt blodigt och brutalt krig där respekten för mänskligt liv sjönk till absoluta bottennivåer är det kanske inte så överraskande att även partisanerna begick många krigsförbrytelser. Till exempel avrättade man mängder med tyska krigsfångar, torterade dem och begick många regelrätta massakrer mot grupper av människor eller hela byar som man ansåg var kollaboratörer (se Hiwis).
Partisanernas insatser i såväl Sovjetunionen som i Jugoslavien och andra ställen har ofta glömts bort i historieskrivningen. Idag råder emellertid en bred enighet om att partisanernas insatser avsevärt bidrog till att Sovjetunionen besegrade Nazityskland.